# Sverresborg (Trondheim)

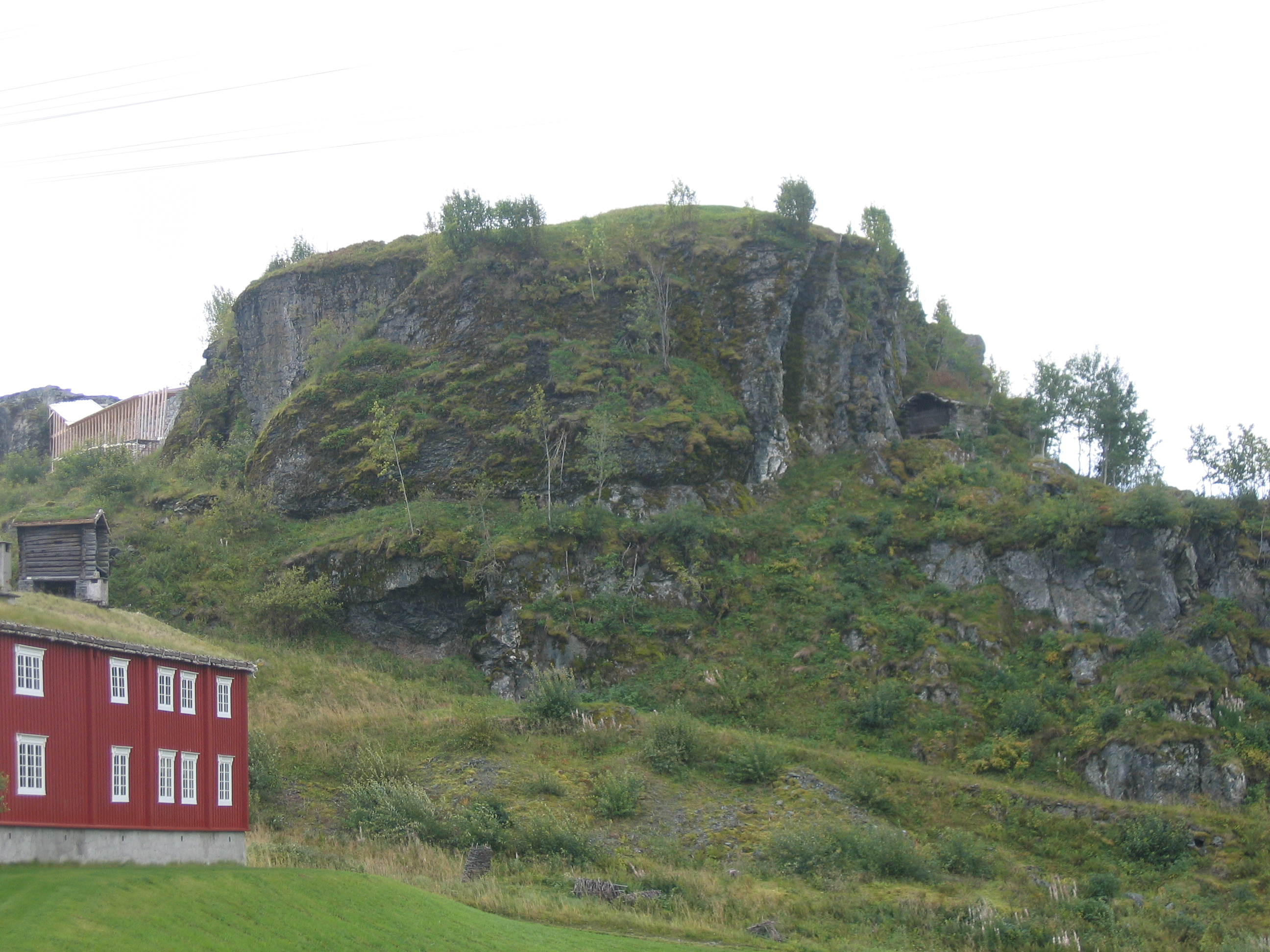
Felsen auf dem die Burg stand.

Sverresborg, Sion oder Zion war eine mittelalterliche Burganlage auf einem Felsen südwestlich von Trondheim in Norwegen.

## Geschichte
Die genaue Datierung der Entwicklung der Befestigung ist nicht möglich, da viele Informationen aus der Sverris saga stammen. Vermutlich entstand die Burg 1182 oder 1183 in der Regierungszeit von Sverre Sigurdsson. Die steilen Felswände ermöglichten einen guten Schutz gegen Angriffe von West und Nord. Die Anlage erhielt in Anlehnung an die Bergfeste in Jerusalem den Namen Zion oder Sion. Die Festung wurde 1188 erstmals gebrandschatzt und Sverre ließ sie wieder aufbauen. Bei einem weiteren Angriff durch die Bagler 1197 wurde die Burg erneut zerstört. Eine neue Burg entstand etwas später in der Regierungszeit von Håkon IV. (1217–1263). Danach erfolgte ein schleichender Verfall der Anlage, da der Bürgerkrieg zwischen den Birkebeinern und den Baglern zu Ende ging.
Die ersten archäologischen Untersuchungen erfolgten in den 1770er Jahren, doch die intensivsten Ausgrabungen führte der norwegische Archäologe und Architekt Gerhard Fischer vor und nach dem Ersten Weltkrieg durch. Seine Rekonstruktionsversuche basierten jedoch nur auf vagen Annahmen.

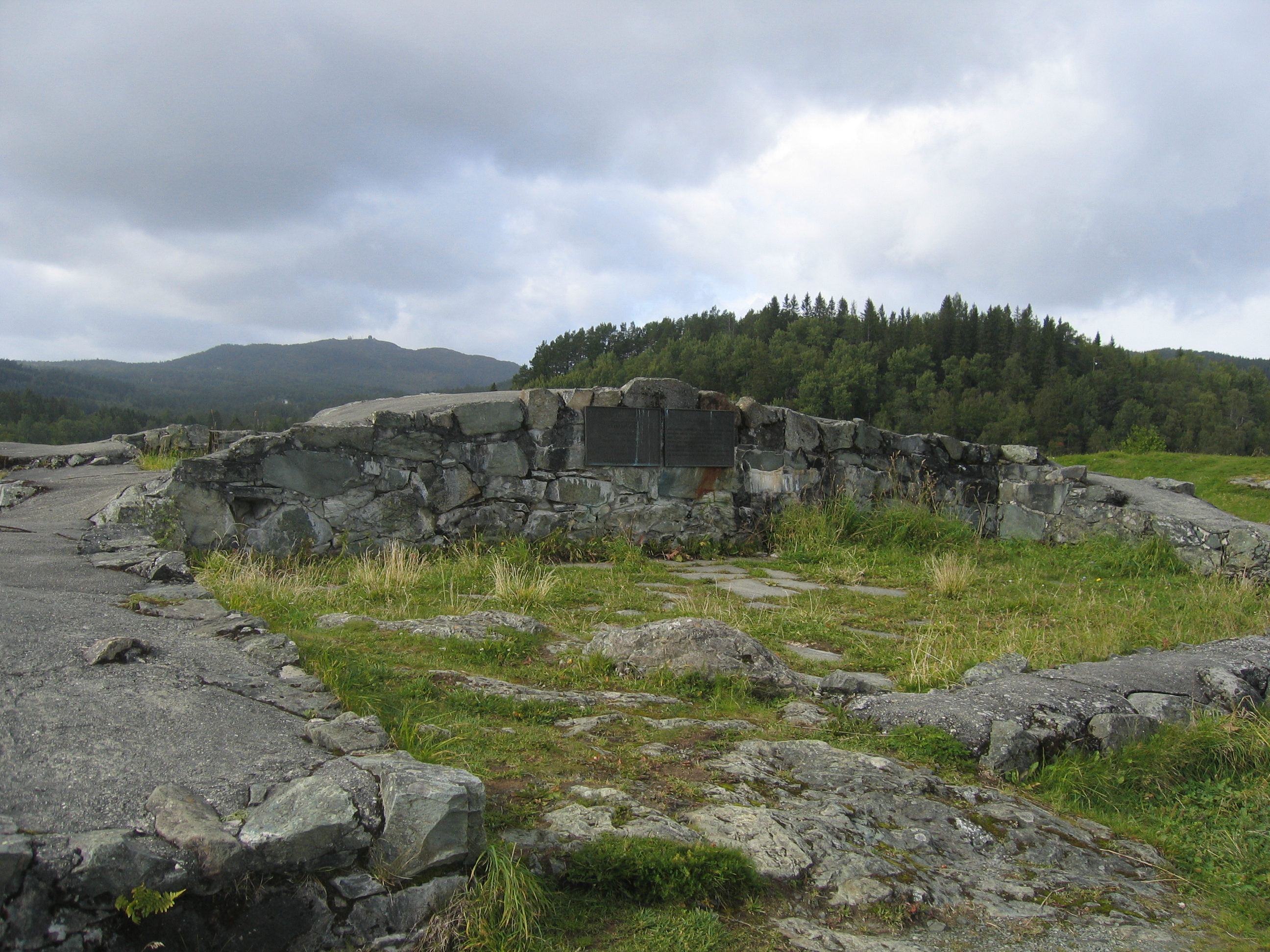
Sanierte Grundmauerreste der Burg
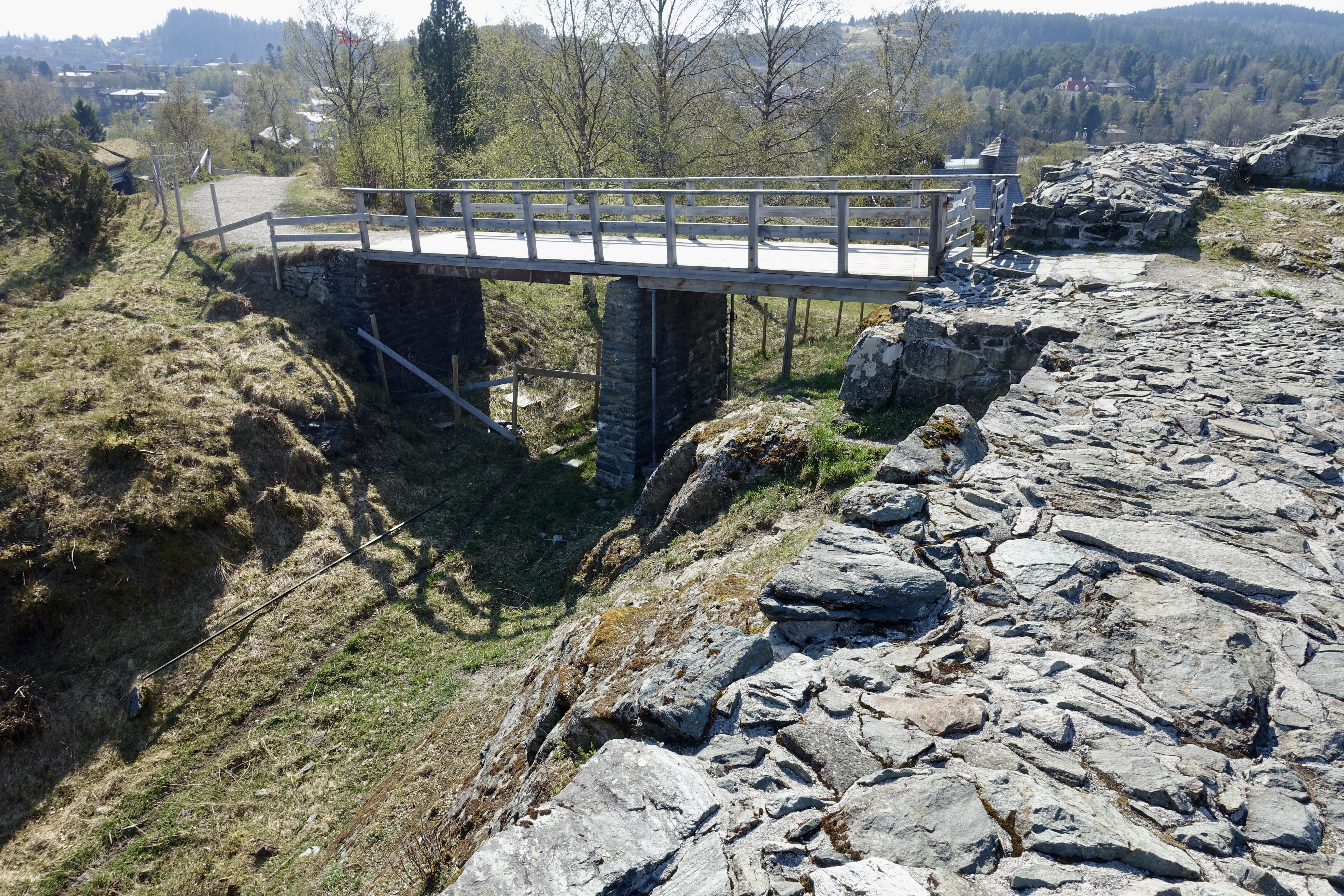
Hals- oder Burggraben
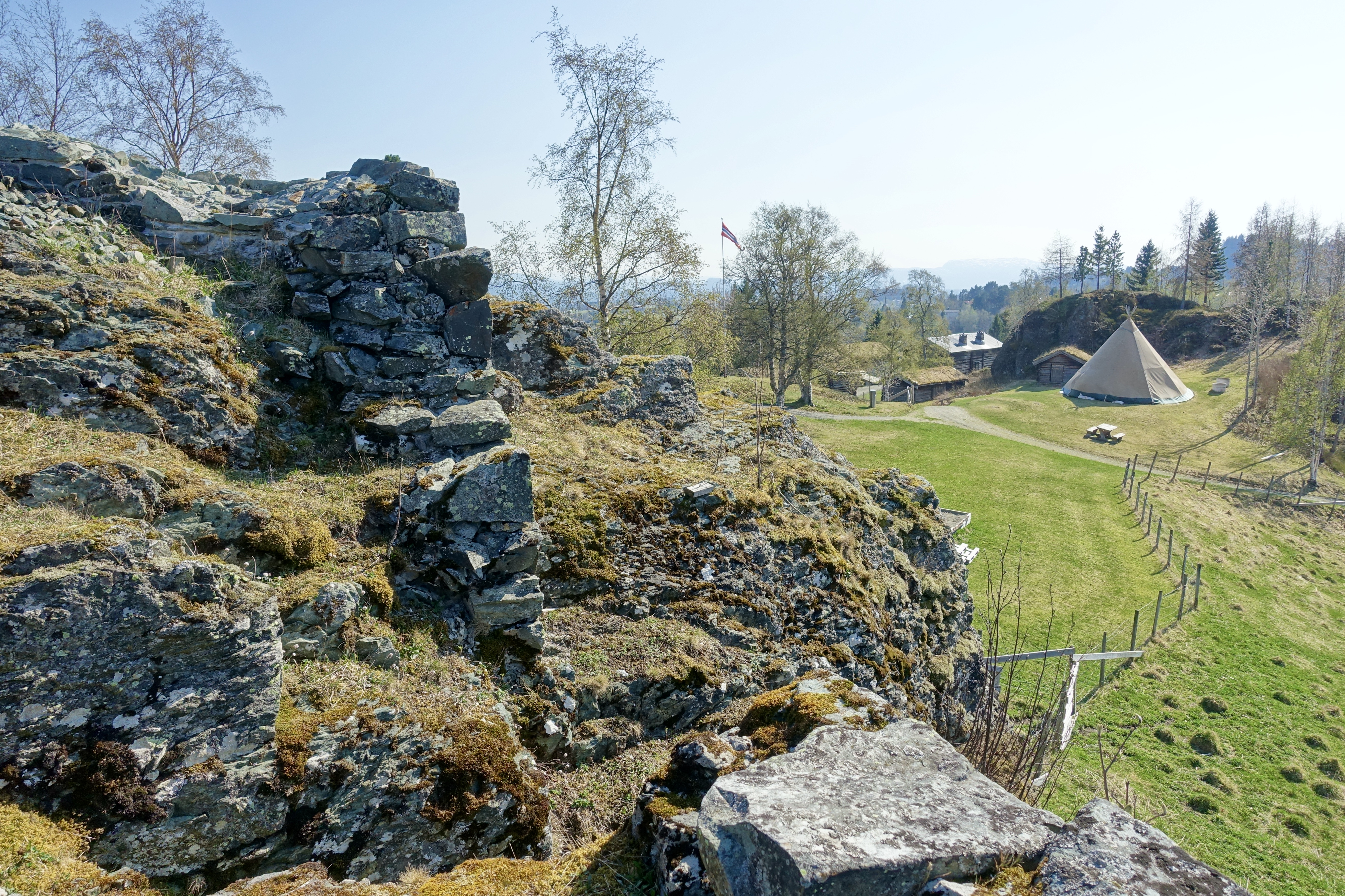
Ringmauerreste am Burgberg
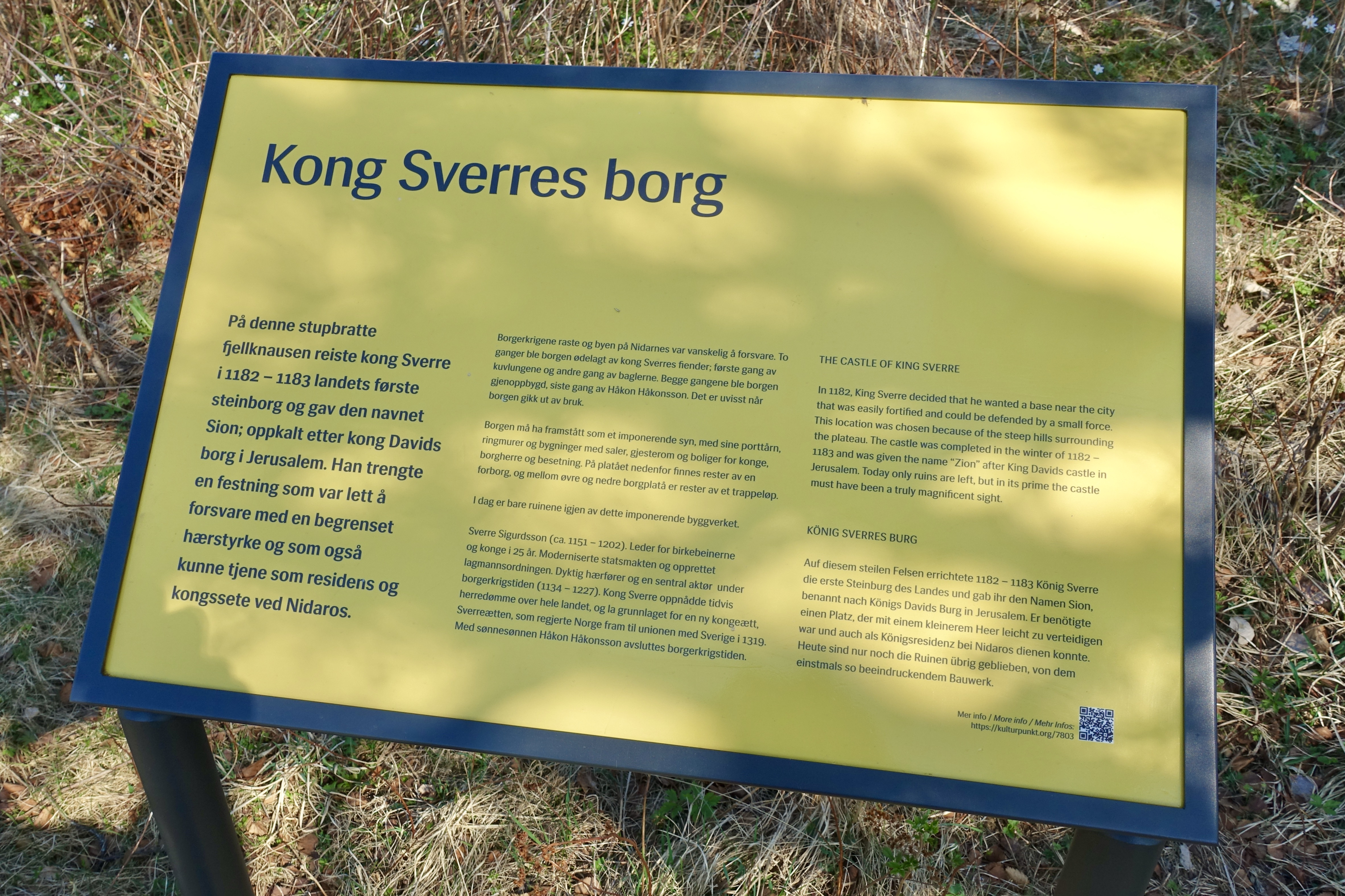
Informationstafel zur Burggeschichte

## Der Brunnenmann
In Sverris saga gibt es eine Textstelle, die einen Mann nennt, der 1197 nach dem Sieg der Bagler über Sverres Birkebeiner-Söldner in einen Brunnen der Burg geworfen wurde. Dieser soll aus der Reihe der Verlierer stammen und sollte mit seinem verwesenden Körper das Wasser des Brunnens vergiften.
In den Jahren 2014 und 2016 wurde in einem Brunnen auf dem Burgfelsen ein Skelett ausgegraben. Dieses war schon 1936 entdeckt worden. Untersuchungen stellten fest, dass die Person ein Mann war, der bei seinem Tod etwa 30 bis 40 Jahre alt war und in der Zeit um 1197 lebte. Neuere Studien stellten 2024 fest, dass der Mann mit großer Wahrscheinlichkeit blond war und blaue Augen hatte. Weiterhin soll er aus der Region Agder in Südnorwegen stammen, was eher auf einen Bagler deuten würde. Es ist auch möglich, dass Sverres Söldner nicht nur aus Mittelnorwegen stammten oder dass der Brunnenmann ein Durchreisender war, der zufällig vor Ort war.
Unabhängig davon ist es der erste gentechnische Beweis für die Richtigkeit von Teilen einer mittelalterlichen Saga.

## Die Sverreborg in der Neuzeit
Seit 1914 befindet sich am Felsen das Sverresborg Trøndelag Folkemuseum. Die deutschen Besatzer hielten die Klippe im 2. Weltkrieg für strategisch wichtig und legten Befestigungen an.